# De Nederlander (dagblad)
De Nederlander: Christelijk-Historisch dagblad was een christelijk-historisch dagblad dat van 1893 tot 1946 verscheen.

## Geschiedenis
De Nederlander verscheen in 1893 voor het eerst als weekblad, vanaf 1897 als dagblad onder de naam Het Nederlandsch Dagblad: Orgaan tot verbreiding van Christelijk-historische beginselen. In datzelfde jaar werd de redactie van Rotterdam naar Amsterdam verplaatst. In 1901 werd de krant overgenomen en de redactie naar Den Haag overgebracht. De naam werd gewijzigd in De Nederlander: Christelijk-Historisch dagblad en de politiek leider van de Vrije Antirevolutionaire Partij (VAP) (later de Christelijk-Historische Unie), jhr. mr. Alexander Frederik de Savornin Lohman werd hoofdredacteur van het dagblad. Sindsdien gold De Nederlander als spreekbuis van de CHU.
In de jaren dertig stelde De Nederlander zich kritisch op tegen de moederpartij en gold de krant voor CHU-begrippen als links.
Op 1 oktober 1941 werd De Nederlander door de Duitse bezetter verboden. Op 8 mei 1945 verscheen een bevrijdingseditie als raambulletin. In dat jaar werd ook de grootste oplage bereikt: 10.000 exemplaren. Mr. Gerard van Walsum werd benoemd tot nieuwe hoofdredacteur en herdoopte de krant tot De Nieuwe Nederlander. Onder invloed van Van Walsum en andere redactieleden werd De Nieuwe Nederlander de spreekbuis van de Doorbraakgedachte en de vernieuwsgedachte binnen de Nederlandse Hervormde Kerk, dit tot sterk ongenoegen van de politieke leiding van de CHU (Hendrik Willem Tilanus e.a.) die vonden dat de krant "gekaapt werd." De opzet van Van Walsum mislukte en in 1947 werd "De Nieuwe Nederlander" opgeheven. Sindsdien verscheen er een ledenweekblad van de CHU onder de naam De Nederlander.

## Oplage
De Nederlander had in vergelijking tot de kranten van andere politieke partijen als De Standaard (ARP), de Volkskrant en De Maasbode (RKSP) en Het Volk (SDAP) een bescheiden oplage. (De hoogste oplage - 10.000 exemplaren - werd in 1945 bereikt.) Dit kwam doordat veel CHU-leden zich niet verplicht voelden om De Nederlander te lezen. De CHU was in principe gekant tegen de verzuiling en zag christelijke organisaties als pure noodzaak totdat de samenleving "herkerstend" was.